# 테루이 하루카
테루이 하루카(일본어: 照井 春佳 てるい はるか[*], 1987년 3월 7일 ~ )는 일본의 성우. 이와테현 출신. 아오니 프로덕션에 소속되어 있다.

## 출연 작품

### 극장판 애니메이션
- 2022년 여름을 향한 터널, 이별의 출구 - 하마모토 선생